# 일동고등학교
일동고등학교(一東高等學校)는 대한민국 경기도 포천시 일동면 기산리에 있는 공립 고등학교이다.

## 학교 연혁
- 1961년 4월 1일 : 포천고등학교 일동분교 개교
- 1961년 4월 1일 : 초대 한영일 교장 취임
- 1962년 1월 27일 : 일동상업고등학교 설립인가(3학급)
- 1978년 3월 1일 : 일동종합고등학교로 학칙 변경(12학급)
- 1980년 3월 1일 : 중·고등학교로 분리
- 2006년 3월 1일 : 일동고등학교로 교명 변경
- 2009년 3월 1일 : 특수학급 인가(1학급)
- 2013년 7월 4일 : 학칙변경(정보처리과 6, 보통과 12)
- 2022년 1월 7일 : 제59회 졸업 80명(연인원 10,313명)
- 2022년 3월 2일 : 제22대 이미경 교장 취임
- 2023년 3월 2일 : 신입생 81명 입학

## 설치 학과
- 정보처리과
- 7차일반

## 참고 자료
- 일동고등학교 - 한국교육학술정보원 학교알리미